# Isar
L'Isar è un fiume che scorre nel Tirolo (Austria) e in Baviera (Germania). La sua sorgente è situata sui Monti del Karwendel in Tirolo, presso Scharnitz; entra in Germania nei pressi di Mittenwald, dove attraversa la pianura della Baviera bagnando Krün, Wallgau, Lenggries, Bad Tölz, Geretsried, Wolfratshausen, Monaco, Frisinga e Landshut prima di raggiungere il Danubio nei pressi di Deggendorf. Affluisce da destra nel Danubio a Deggendorf, a 2282 km dalla foce del grande fiume.
Con 295 km di lunghezza, è il quarto fiume della Baviera dopo il Danubio, l'Inn e il Meno. In Germania, è il secondo affluente più importante del Danubio dopo l'Inn. 
Fra gli affluenti ci sono il Loisach e l'Amper.
Le acque dell'Isar sono portate attraverso un canale al lago artificiale Speichersee per la produzione di energia idroelettrica e interventi come questo, dopo gli anni 1950, hanno reso le alluvioni meno frequenti.

## Etimologia

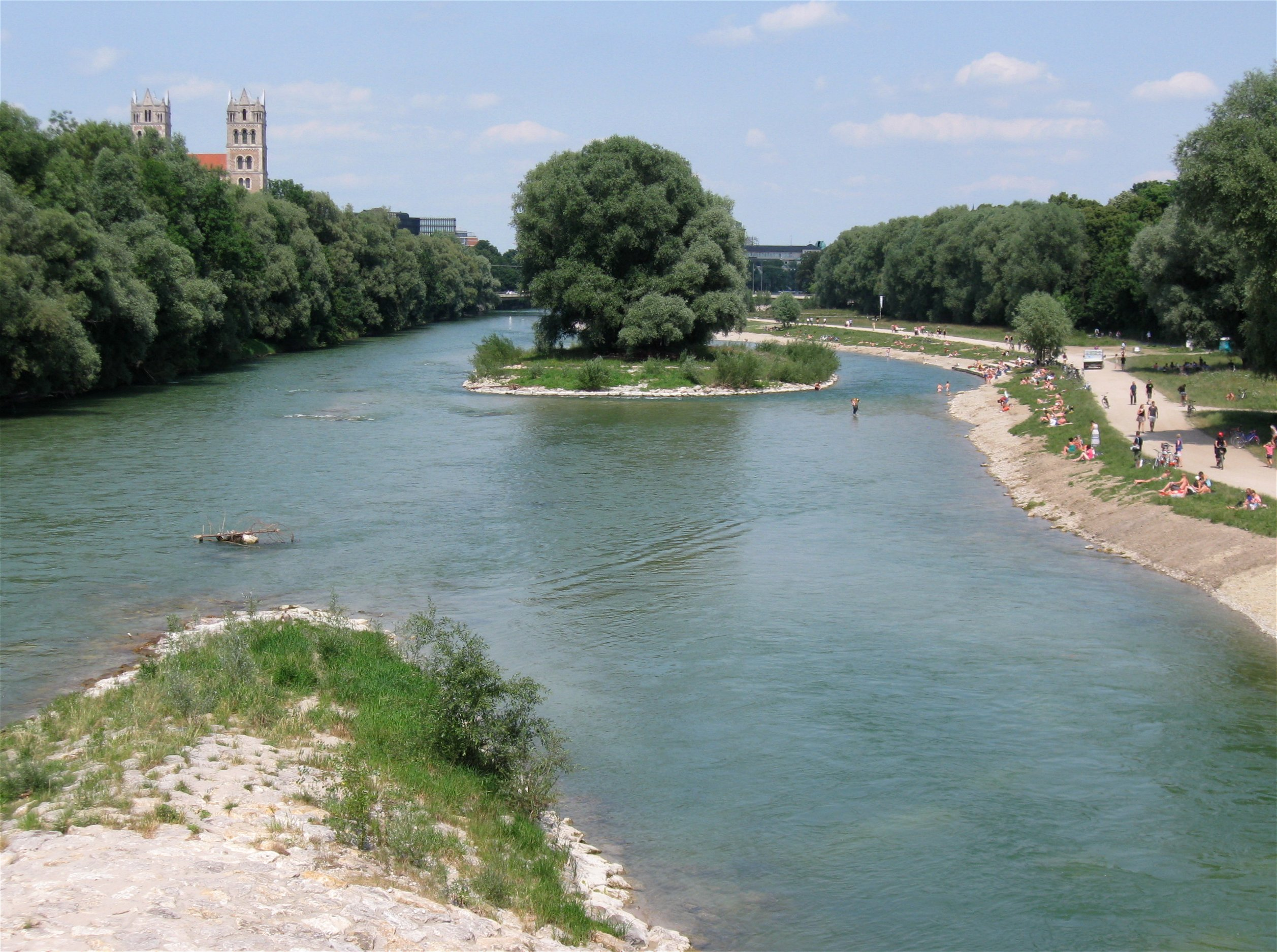
L'Isar a Monaco

Secondo la più comune interpretazione, il nome Isar deriva dall'unione delle parole celtiche ys ("veloce", "torrenziale") ed ura ("acqua", "fiume"). Secondo una differente interpretazione, ys potrebbe significare “alto” così come “basso”, facendo riferimento al rapido cambiamento del livello dell'acqua nel fiume Isar. Nell'antica area di insediamento celtica, si possono ritrovare molti nomi di fiumi correlati:
- Jizera (Repubblica Ceca)
- Isère (Francia)
- Isel (Austria)
- IJssel (Paesi Bassi)
- Yser (Belgio)
- Isarco (Italia)
- Isar (Città spagnola, nella provincia di Burgos)

+ fiume Isar, fiume da cui veniva estratta in grande quantità la pietra calcarea che dette origine alla fine del '700 alla stampa litografica, per le sue proprietà di assorbire sia l'acqua che il grasso.
L'antico nome della parte bassa del Danubio, Ister, potrebbe avere la stessa origine. Recenti interpretazioni lo mettono in relazione all'antica particella basca *(w) its-, 'acqua', che può essere ritrovata in nomi di fiumi simili ma con etimologia altrimenti inspiegabile, come Vézère, Vizela, Weser e Vistola.

## Geografia

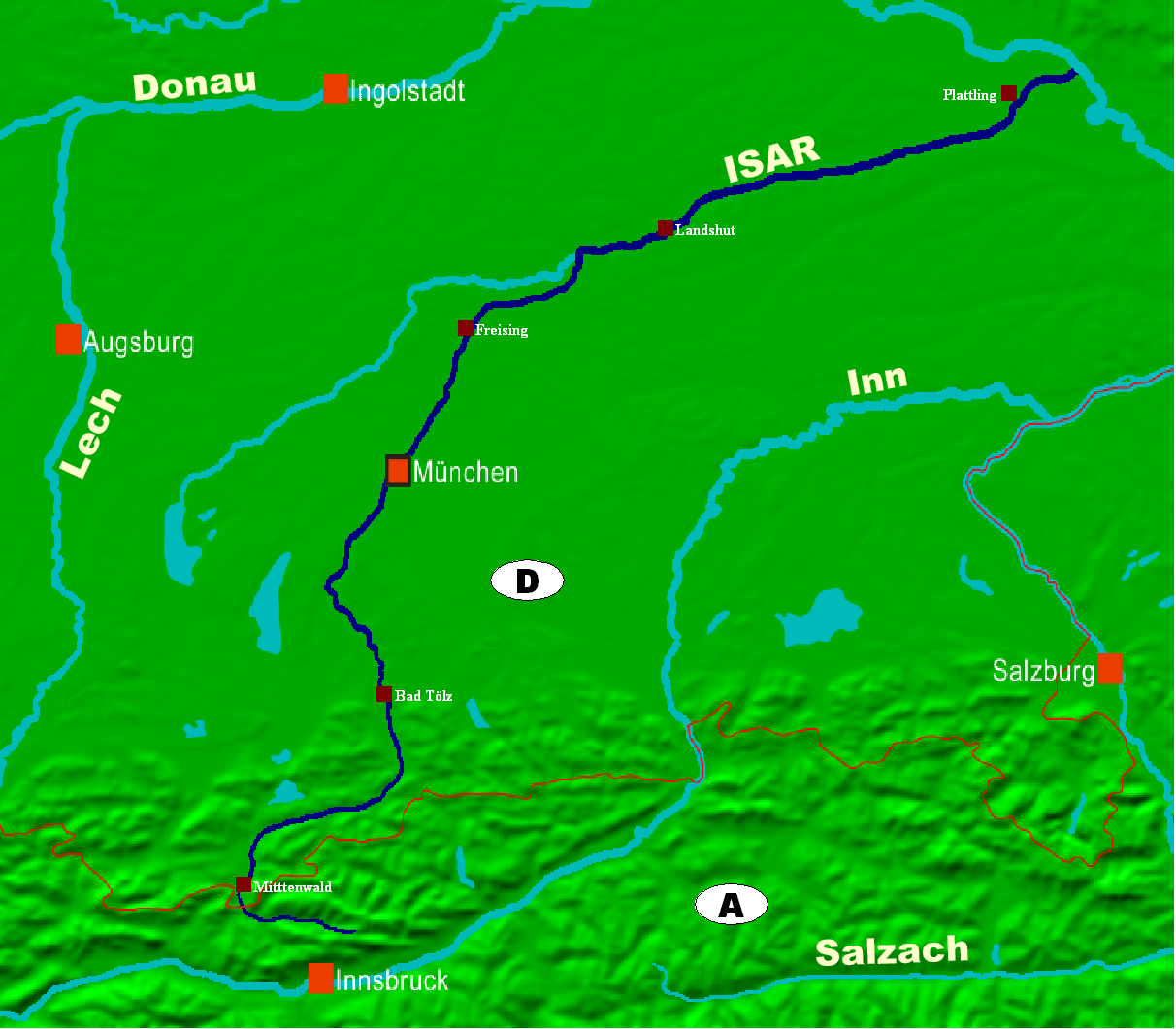
Mappa dell'Isar

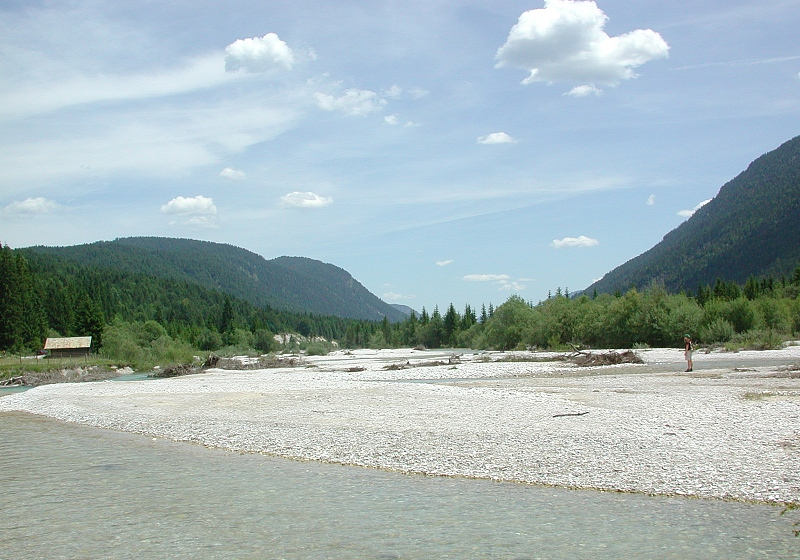
Il fiume Isar a nord di Mittenwald nei pressi di Garmisch.

L'Isar raccoglie una considerevole parte delle acque delle Alpi e dei Monti del Karwendel indirizzandole a nord-est verso il Danubio e di conseguenza verso il Mar Nero. Il bacino idrografico ha una estensione di circa 9.000 km quadri. Durante l'inverno la maggior parte delle precipitazione sulle Alpi sono nevose e ciò causa un aumento della portata del fiume durante lo scioglimento primaverile delle nevi. L'Isar ha una portata media di 175 m³ al secondo e ciò lo rende comparabile ad altri fiumi con portata media tedeschi, come la Mosella, il Lech o il Meno.
Escludendo gli affluenti maggiori Amper e Loisach, molti fiumi minori si gettano nell'Isar, come il Leutasch, lo Jachen, il Dürrach, il Dorfen, il Sempt e il Pfettrach.
La sorgente ufficiale dell'Isar è situata nella Hinterautal, ad est del villaggio di Scharnitz sui Monti del Karwendel in Tirolo, Austria ad un'altezza sul Livello del Mare di 1.160 metri. Il Lavatsch, che è il più lungo torrente che si butta nell'Isar, ha una sorgente posta più lontano verso sud-est nei pressi di una baita chiamata Hallangerhaus: questa è da alcuni considerata la sorgente effettiva dell'Isar. Proseguendo lungo il corso del fiume, si getta nella prima parte dell'Isar il Birkkarbach, la cui sorgente si trova ai piedi della più alta montagna dei Monti del Karwendel, il Birkkarspitze, e più a valle vi si getta il Moserkarbach. Tra Mittenwald e Krün si trova la prima diga sul corso dell'Isar. Le sue acque sono indirizzate nel Walchensee per la generazione di energia. Per aumentare la quantità di energia generata e anche per evitare alluvioni più a valle è stato creato un grosso bacino denominato Sylvensteinsee tra il 1954 e il 1959, posto circa 12 km a sud di Lenggries. Tale bacino ha prevenuto alcune alluvioni che avrebbero colpito Monaco nel 1979, nel 1999 e soprattutto nel 2005, quando per la prima volta l'acqua è stata rilasciata poiché la capacità del bacino era stata superata. L'alluvione di Monaco fu evitata per un soffio. Dopo aver lasciato le Alpi Bavaresi a Bad Tölz, l'Isar scorre prima attraverso il paesaggio morenico e quindi attraverso la pianura di Monaco. Il fiume prosegue attraverso Frisinga e le colline del Terziario verso la valle del Danubio. La sua foce nel Danubio si trova a 312 metri sul livello del mare, quindi l'Isar copre un dislivello di 848 metri dalla sua sorgente alla sua foce.

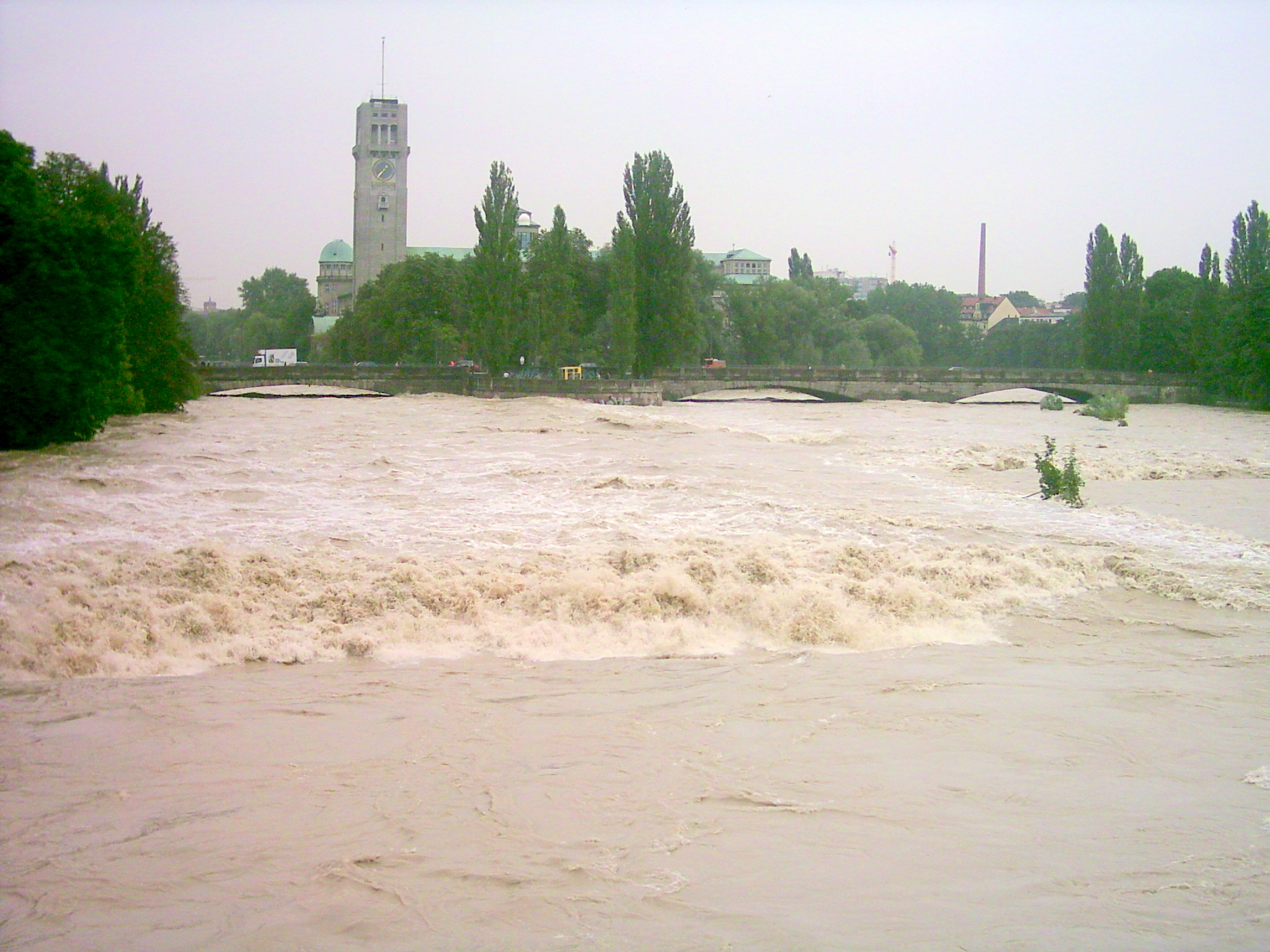
L'Isar in piena a Monaco il 24/8/2005

### Isole
La maggior parte delle piccole isole e dei banchi di ghiaia continuano a cambiare forma e dimensioni a causa delle piene annuali. Alcune delle isole all'interno delle città maggiori sono state create durante il diciannovesimo secolo e protette dalla forza erosiva dell'acqua corrente: tra queste troviamo la Museumsinsel (sulla quale è sito il Deutsches Museum; in passato questa isola era chiamata Kohleninsel, ovvero isola del carbone) e la Praterinsel (entrambe si trovano a Monaco), la Mühleninsel si trova a Landshut.

## Storia
È verosimile che l'Isar fosse usato come rotta commerciale, anche in tempi preistorici, per il trasporto di merci dalle Alpi e dall'Italia verso il Danubio per mezzo di zattere. Fu costruita una strada commerciale dalla valle dell'Inn attraverso il passo di Seefeld verso le colline pedemontane delle Alpi, chiamata Via Raetia dai Romani. La città di Mittenwald perciò diventò un importante punto di scambio nella Werdenfelser Land.
In alcuni punti i Romani hanno costruito ponti di legno per poter attraversare il fiume più agevolmente, evitando le sue forti correnti. Uno di questi ponti potrebbe essere stato costruito lungo la strada romana che conduceva da Salisburgo ad Augusta, a sud di Monaco: ciò aprì una via commerciale più facile da controllare con entrate più frequenti e regolari dal pagamento dei pedaggi. La fondazione delle città di Monaco e Landshut in epoca medievale sono direttamente connesse alla costruzione di ponti e alle successive lotte di potere per il controllo dell'economia da loro derivante. Data la continua crescita delle città ci fu una domanda costante di legname e calce, che contribuì ad aumentare il traffico di zattere a scopo commerciale. All'inizio del XVII secolo, merci come frutti dal Mediterraneo, spezie, cotone e seta dal mercato veneziano erano trasportate a partire da Mittenwald lungo l'Isar e il Danubio verso Vienna e Budapest. Durante il XIX secolo, quando il commercio su fiume toccò il suo apice, circa 8.000 chiatte raggiungevano Monaco ogni anno.
Sin dal Medioevo la potenza idrica dell'Isar è stata sfruttata da mulini ad acqua. Per assicurare un flusso più costante per i mulini, l'acqua nella città di Monaco venne convogliata in piccoli canali. I canali furono utilizzati anche per fornire acqua fresca alla popolazione della città e alle numerose concerie, oltre a riempire i fossati di protezione posizionati all'esterno del muro cittadino medievale. Durante le annuali inondazioni, le città lungo l'Isar subirono grossi danni e diverse perdite umane. Nel 1813 un ponte collassò a Monaco durante una piena, uccidendo più di 100 persone che osservavano la piena dal ponte. Dal 1806 in avanti, le sponde del fiume vennero sistemate e il fiume fu canalizzato: tra i vari interventi, il fiume venne dragato per limitare la velocità delle sue acque. Ulteriori misure sono state prese dagli anni venti del XX secolo per l'installazione di impianti idroelettrici. Dal 1954 al 1959 venne costruita l'allora molto discussa Sylvensteinspeicher per la generazione di elettricità e per la difesa dalle piene. Il villaggio di Fall fu sommerso dal bacino creatosi. Quando il livello dell'acqua nel bacino è molto basso (per esempio dopo lunghi periodi di siccità o a seguito di lavori sulla diga, come nel dicembre 2015) le fondamenta del vecchio villaggio (Alt-Fall o Altfall) sono ancora visibili; che anche la torre della chiesa possa emergere dalle acque è invece una leggenda, dato che la suddetta torre venne completamente distrutta dall'inondazione. Solo negli ultimi anni alcune zone dell'Isar hanno ripreso l'aspetto più naturale di un fiume piuttosto che di canale artificiale.
Nella zona bassa dell'Isar, tra Moosburg e Plattling, l'oro è stato raccolto tra i sedimenti del fiume durante il XVI e il XVII secolo: comunque, l'economia non è stata molto modificata a causa della modesta entità del metallo ritrovato nel fiume.
A seguito della loro esecuzione il 16 ottobre 1946, le ceneri dei criminali di guerra nazisti Joachim von Ribbentrop, Hans Frank, Wilhelm Keitel, Alfred Jodl, Alfred Rosenberg, Ernst Kaltenbrunner, Wilhelm Frick, Arthur Seyss-Inquart, Fritz Sauckel e Julius Streicher sono state disperse nell'Isar, come quelle di Hermann Göring, che si suicidò la notte precedente.

## Problematiche ambientali

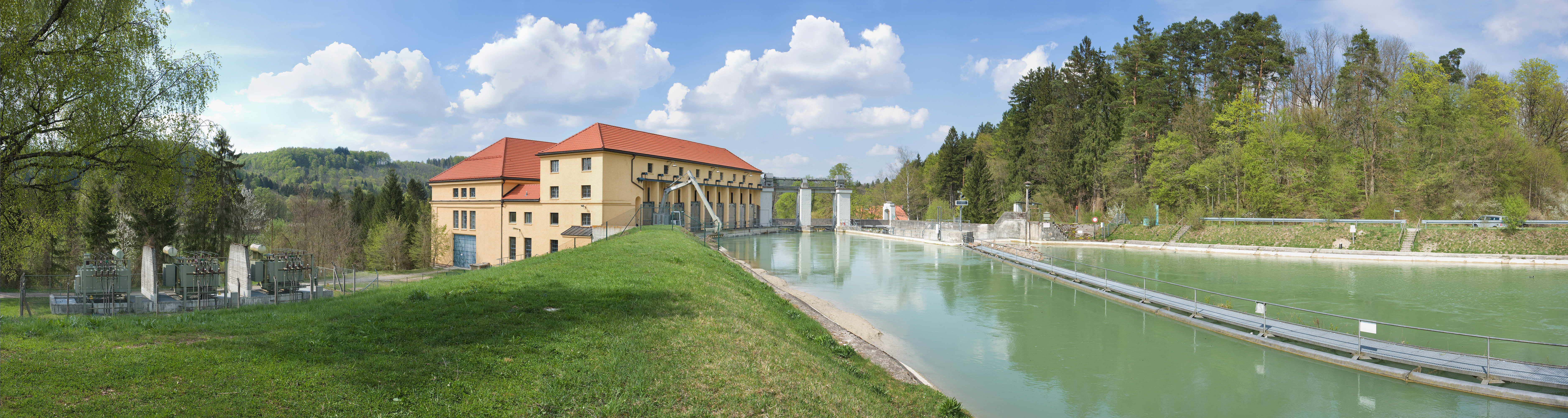
Approvvigionamento della centrale elettrica Muehltal a sud di Monaco

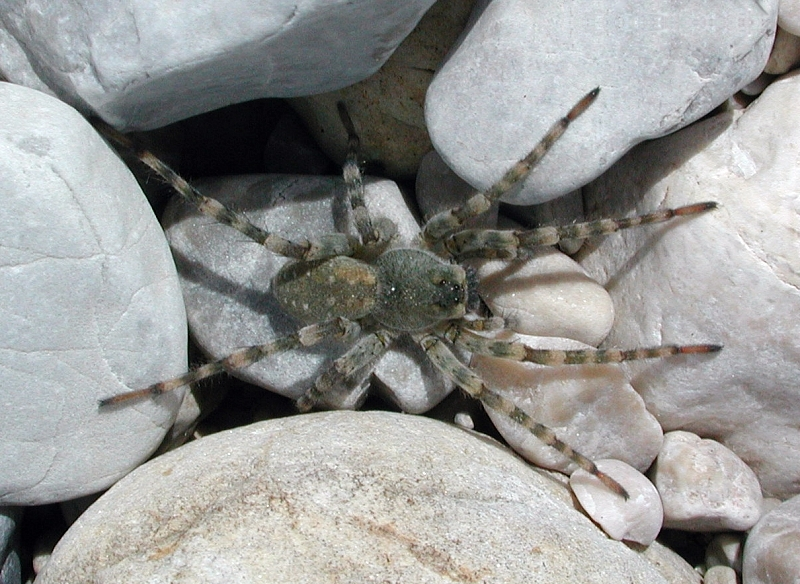
Ragno-lupo (Lycosidae) nella valle del fiume Isar

Sin dagli anni 20 l'acqua del fiume Isar è stata utilizzata per la generazione di elettricità. Ciò ha avuto conseguenze di lunga durata non solo per la flora e la fauna locali ma anche per la popolazione. L'acqua del fiume è stata deviata molte volte per approvvigionare 28 centrali idroelettriche e di conseguenza il fiume è stato canalizzato per quasi tutta la sua lunghezza. Per esempio, poco a nord di Mittenwald tutta l'acqua del fiume è stata deviata verso il lago di Walchen nel 1923 per rifornire la centrale idroelettrica. Dal 1990 una parte dell'acqua, circa 4 m³ al secondo, è stata reindirizzata nel letto del fiume per evitare che questo rimanesse completamente asciutto. La costruzione della diga di Sylvenstein e i numerosi regolamenti riguardanti il fiume (realizzati nei primi anni del XIX secolo) hanno rafforzato tali caratteristiche. La costruzione della diga di Sylvenstein ha evitato ulteriori straripamenti del fiume.
Negli ultimi tempi ci sono stati tentativi di riportare l'Isar al suo aspetto naturale originario. Per esempio, fin dal maggio 2000 la parte del fiume nella zona a sud di Monaco, tra Großhesseloher Brücke and Reichenbachbrücke, è stata riportata a un carattere più naturale. Per raggiungere tale obiettivo, il letto del fiume è stato allargato, le sponde sono state spianate e piccole isole ghiaiose sono state costruite per limitare la velocità dell'acqua; in più, le dighe sono state allargate sia in altezza che in larghezza.
Oltre a una protezione più ampia dalla piene, il fiume è stato riportato a uno stato più naturale e perciò è stata migliorata la qualità dell'attività ricreativa all'interno della città di Monaco. La qualità delle acque è aumentata anche grazie al potenziamento degli impianti di trattamento delle acque nere posti lungo il fiume. Insieme ad altre città e comunità poste lungo il corso dell'Isar, la città di Monaco si è posta come obiettivo la riduzione dei batteri affinché il fiume possa essere balneabile. Se tale obiettivo fosse raggiunto, Monaco sarebbe una delle poche grandi città europee con un fiume le cui acque hanno una qualità sufficiente per permettere la balneazione. Gli impianti di trattamento delle acque di fogna nella parte superiore del fiume sono attualmente dotati di dispositivi a luce ultravioletta, i quali riducono molto il numero di germi presenti, ma l'Isar non può ancora essere considerato completamente sicuro a causa della ricezione di acque piovane inquinate, specialmente nei periodi di massima precipitazione.
Ci sono molte riserve naturali lungo l'Isar, tra cui aree di protezione speciali per uccelli, come nel caso della riserva naturale Vogelfreistätte Mittlere Isarstauseen a nord-est di Moosburg. Quest'area è un'importante tappa per uccelli migratori. Sono state avvistate più di 260 specie differenti di uccelli, tra i quali specie rare come la sterna comune e il pettazzurro.
Per preservare la bellezza della valle dell'Isar, Gabriel von Seidl fondò la Isartalverein nel 1902. Questa prima iniziativa civica acquistò da Monaco 90 ettari di terra e oggi si occupa di circa 330 km di sentieri.